# Senillé-Saint-Sauveur
Senillé-Saint-Sauveur é uma comuna francesa na região administrativa da Nova Aquitânia, no departamento de Vienne. Estende-se por uma área de 50.31 km². Em 2010 a comuna tinha 1 880 habitantes (densidade: 37,4 hab./km²).
Foi criada em 1 de janeiro de 2016, a partir da fusão das antigas comunas de Senillé e Saint-Sauveur.